# Asen Peak
Der Asen Peak (englisch; bulgarisch Асенов връх Asenow wrach) ist ein über 800 m hoher Berg auf der Livingston-Insel im Archipel der Südlichen Shetlandinseln. Im Delchev Ridge der Tangra Mountains ragt er 1,1 km südlich des Peter Peak auf. Der Iskar-Gletscher und die Bruix Cove liegen nordwestlich von ihm. Der Ropotamo-Gletscher ostsüdöstlich und der Dobrudscha-Gletscher südlich.
Die bulgarische Kommission für Antarktische Geographische Namen benannte ihn 2004 nach Iwan Assen II. († 1241), von 1218 bis zu seinem Tod Zar des Zweiten Bulgarischen Reiches.